# Agnieszka Glińska
Agnieszka Glińska, née le 30 novembre 1975 à Varsovie (Pologne), est une monteuse polonaise.

## Filmographie
- 2004 : Spam
- 2005 : Solidarnosc, Solidarnosc...
- 2006 : Sztuka masazu
- 2007 : Cztery poziomo
- 2007 : Taxi A
- 2008 : Limousine
- 2008 : Warsaw Dark
- 2009 : Lunatycy
- 2009 : Na pólnoc od Kalabrii
- 2009 : Szesc tygodni
- 2009 : Wszystko, co kocham
- 2010 : Bye, Bye Dublin !
- 2010 : Matka Teresa od kotów
- 2010 : Muse
- 2011 : Father, Son & Holy Cow
- 2011 : Glasgow
- 2011 : Hakawati
- 2011 : La Dette
- 2012 : Do Dzwonka Cafe
- 2012 : I Want (No) Reality
- 2012 : Laska
- 2012 : Yuma
- 2013 : Sekrety milosci
- 2014 : Difret
- 2014 : Dom na glowie
- 2014 : Kochanie, chyba cie zabilem
- 2014 : Polskie gówno
- 2014 : Rodnik
- 2015 : 11 Minutes
- 2015 : Koniec swiata
- 2015 : Le Lendemain
- 2015 : Watching the Moon at Night
- 2016 : Dark Murders (Dark Crimes) d'Alexandros Avranas
- 2016 : Komunia
- 2016 : Tereddüt
- 2017 : Ar Putam uz Lupam
- 2017 : Atak paniki
- 2017 : Kaçis
- 2018 : 53 wojny
- 2018 : My Name Is Sara
- 2024 : The Girl with the Needle de Magnus von Horn